# Hetényi Gyula
Hetényi Gyula (Malacka, 1888. október 7. – Eger, 1947. június 18.) plébános.

## Életútja
Apja Hetényi Bódog (1849–1917), miskolci máv. állami iskola igazgatója anyja, Barády Ágosta (1848–1903). Hetényi Bódog hitvese halála után majd 1904-ben elvette Németh Gizella (1864–1930) állami tanítónőt, Németh Ferenc körmendi bírósági végrehajtó és muzsaji Hetthéssy Eleonóra (1836–1906) lányát.
Hetényi Gyula Budapesten végezte teológiai tanulmányait, 1913. június 27-én szentelték egri egyházmegyés pappá Boldogszentistvánon. Ezután 1914-től Jászjákóhalmán volt káplán, 1915-től Jászberényben gimnáziumi hittanár, 1916-tól Egerben a kisszeminárium elöljárója, 1918-ról teológiai doktor. 1925-től Törökszentmiklóson káplán, 1926-től Mezőcsáton lelkész, 1927-től Mezőtárkányban plébános, 1932-től érseki tanító, 1941-től pedig Makláron plébános és helyettes esperes. Halálát fehérvérűség okozta.

## Írásai
Egri Egyházmegyei Közlöny (1915:52. A megváltó vér; 1916:37. Intelligenciánk és a szószék; 52. Isten a csaták zajában; 107. A valláslélektan, mint új tud.; 158. Az élet értelme; 1919:26. Az élet zenéje; 66. Felébredünk-e hát? Megújulást; 1920:105.–1921:93. Élet és evangélium 1–5. és 6–17 r.; 1922:135. A plátói lélekvesztés 1–2 r.; 149: A vallásethnológia mai állása 1–2 r.; 1924:4. A sztbeszédek tárgya; 28. A pléb. virágai; 51. Gayser József; 105. Levél a kételkedő barátomhoz; 1926:70. Nyugtalan a mi szívünk; 161. A történelem és a lélek Adventje; 1927:49. Prohászka Ottokár [Nekrol.]; 1928:122. Máriacell; 1937:39. A ker. élet válsága; 1939:36. Régi és új pogányok; 1943:31. Friss sírhantok tövében; 84. Dombi Márk OCist 1869–1943. [Nekrol])
Prédikációja: Égi hullámokon. Rádiósztbeszédek. 2. köt. (Felsőgalla, 1941),

## Művei
- A hit lélektana. Eger, 1917.
- A nőkérdés. Bp., 1920.
- Élet és Evangélium. Eger, 1921.
- Isten és lélek. Bp., 1932.
- Krisztus világossága. Uo., 1940.
- Lélek a viharban. Uo., 1947.